# غیاث‌الدین منصور دشتکی
غیاث‌الدین منصور دشتکی فرزند بزرگ و وارث منصب علمی و کرسی درس صدرالدین محمد دشتکی (سیدسند) بود. وی در سال ۸۶۶ هجری قمری در محلهٔ دشتک شیراز به دنیا آمد. خانوادهٔ دشتکی از سادات شیراز بوده و به علم و حکمت زبانزد بودند. از همان کودکی آثار نبوغ و تیزهوشی در غیاث‌الدین هویدا بود، به گونه‌ای که داعیهٔ مناظره با فیلسوفان هم کلام پدرش را داشت.
غیاث‌الدین منصور سخت مورد علاقهٔ پدر بود تا حدّی که وی، مدرسهٔ بزرگی را که در دشتک شیراز بنا کرد، به نام فرزند ۱۷ سالهٔ خود «مدرسهٔ منصوریه» نام نهاد. او را به القاب ویژهٔ خواجه نصیرالدین از جمله «استاد بشر» و «عقل حادی عشر» هم موصوف داشته‌اند و «در فنون حکمی و ریاضی ضرب‌المثل جمهور علمای نزدیک و دور» بوده‌است.
غیاث‌الدین دشتکی را در زمان شاه اسماعیل اول مأمور به تعمیر رصدخانه مراغه کردند اما به دلایلی این مهم محقق نشد. او در زمان سلطنت شاه طهماسب اول به مقام صدارت دربار رسید، اما به دلیل منازعاتی که میان او و محقق کرکی بر سر مسائل مختلفی از جمله تعیین قبلهٔ مساجد ایران پیش آمد، از صدارت عزل و به شیراز بازگشت.
روایات بسیاری از انزوا و گوشه‌گیری دشتکی پس از مغضوب شدنش در درگاه صفوی نقل شده‌است. چنان‌که کاتبان کمتر به نسخه‌پردازی از آثار او پرداختند، زیرا که نه از نظر سیاسی صلاح بود و نه از نظر اقتصادی مقرون به صرفه. این شرایط فرصت را برای سودجویان پدیدآورد تا پس از وی اقدام به انتحال آثار او کنند و مدعی شوند «از کتاب‌های حکیم دشتکی جز نامی باقی نیست». اما آثار متعددی که از وی در فلسفه، ریاضی، هیئت، تفسیر قرآن و… به جا مانده‌است نشان می‌دهد که دشتکی پس از رجعت به شیراز، بقیهٔ عمر را به تحقیق و تألیف و تدریس در مدرسهٔ منصوریه گذرانده‌است. او حدود ده سال پس از عزل شدنش از دربار در ششم جمادی‌الثانی ۹۴۸ هجری قمری درگذشت و در مدرسهٔ منصوریه در کنار قبر پدرش به خاک سپرده شد. یکی از حکمای معاصر غیاث‌الدین منصور تاریخ وفات او را به حساب ابجد چنین آورده‌است: «عقل حادی عشر نمانده بجا».